# Сидоры (Киевская область)
Сидоры (укр. Сидори) — село, входит в Белоцерковский район Киевской области Украины.
Население по переписи 2001 года составляло 476 человек. Имеются школа, детский сад, строилась деревянная церковь.

## Местный совет
09131, Киевская обл., Белоцерковский р-н, с. Сидоры, ул. Советская, 2